# Toward the Unknown
Toward the Unknown is een Amerikaanse dramafilm uit 1956 onder regie van Mervyn LeRoy. De film werd destijds in Nederland uitgebracht onder de titel Aan de rand van de hel.

## Verhaal
Lincoln Holden is een luchtmachtofficier die als krijgsgevangene werd gefolterd in Korea. Hij wil weer actief zijn als testpiloot en het respect van zijn mannen behouden. Zijn overste wil hem uit veiligheidsoverwegingen evenwel niet meer laten vliegen.

## Rolverdeling
| Acteur            | Personage                       |
| ----------------- | ------------------------------- |
| William Holden    | Majoor Lincoln Bond             |
| Lloyd Nolan       | Brigadegeneraal Bill Banner     |
| Virginia Leith    | Connie Mitchell                 |
| Charles McGraw    | Kolonel McKee                   |
| Murray Hamilton   | Majoor Bromo Lee                |
| Paul Fix          | Luitenant-generaal Bryan Shelby |
| James Garner      | Luitenant-kolonel Joe Craven    |
| L.Q. Jones        | Luitenant Sweeney               |
| Karen Steele      | Polly Craven                    |
| Barlett Robinson  | Senator Black                   |
| Malcolm Atterbury | Hank                            |
| Ralph Moody       | Harvey Gilbert                  |
| Maura Murphy      | Sarah McKee                     |
| Carol Kelly       | Debbie                          |